# Гло
Гло (фр. Glos) — коммуна во Франции, находится в регионе Нижняя Нормандия. Департамент коммуны — Кальвадос. Входит в состав кантона Лизьё 1-й кантон. Округ коммуны — Лизьё.
Код INSEE коммуны — 14303.

## Население
Население коммуны на 2010 год составляло 886 человек.
| 1962 | 1968 | 1975 | 1982 | 1990 | 1999 | 2010 |
| ---- | ---- | ---- | ---- | ---- | ---- | ---- |
| 848  | 780  | 767  | 783  | 857  | 909  | 886  |

## Экономика
В 2010 году среди 567 человек трудоспособного возраста (15—64 лет) 421 были экономически активными, 146 — неактивными (показатель активности — 74,3 %, в 1999 году было 71,7 %). Из 421 активных жителей работали 389 человек (205 мужчин и 184 женщины), безработных было 32 (19 мужчин и 13 женщин). Среди 146 неактивных 43 человека были учениками или студентами, 62 — пенсионерами, 41 были неактивными по другим причинам.